# Jerzy Skarżyński (1759–1818)
Jerzy Skarżyński herbu Bończa (ur. 1759, zm. 22 października 1818 w Gawłowie) – podkomorzy sochaczewski, prezes sądu apelacyjnego, kasztelan Królestwa Polskiego. 

## Życiorys
Był synem Aleksandra (zm. 1786) i Zofii z Podczaskich. Po śmierci ojca odziedziczył Gawłów i Suserz. Od 1788 był sędzią grodzkim i podstarościm sochaczewskim. W 1790 wszedł do grona komisarzy cywilno-wojskowych ziemi sochaczewskiej. Już wówczas tytułowano go kawalerem Orderu Św. Stanisława. W 1791 został podkomorzym sochaczewskim, pod jego przywództwem 13 września 1792 szlachta z ziemi sochaczewskiej przystąpiła do konfederacji targowickiej. Ciesząc się poparciem Feliksa Łubieńskiego został mianowany 30 kwietnia 1807 przez Komisję Rządzącą sędzią pokoju w ziemiaństwie łowickim. W kwietniu 1808 został sędzią Sądu Apelacyjnego Księstwa Warszawskiego i jednym z jego trzech prezesów. W czasach Królestwa Polskiego pozostawał na stanowisku prezesa Sądu Apelacyjnego, 16 lipca 1817 otrzymał honorowa godność senatora-kasztelana. Od 1815 był sparaliżowany, a w 1817 stracił wzrok. Po długiej chorobie zmarł w Gawłowie, pochowany został w kościele w Suserzu, który wzniósł w 1810 według projektu Hilarego Szpilowskiego. Koło ołtarza bocznego z wizerunkiem Ukrzyżowanego Chrystusa znajduje się epitafium Jerzego Skarżyńskiego i jego żony ufundowane przez dzieci.

## Życie prywatne
W 1785 ożenił się z Bibianną Izydorą Elżbietą Lanckorońską z Brzezia herbu Zadora (zm. 1834) wojewodzianką poznańską. Był ojcem dwóch córek Marianny i Benigny oraz pięciu synów: Maksymiliana (1786–1813) prezesa rady powiatu pileckiego i posła na sejm Księstwa Warszawskiego, generała Ambrożego Mikołaja, generała Kazimierza, pułkownika Feliksa oraz Leopolda (1793–1855).